# Дойл, Пол
Пол Синнотт Дойл (англ. Paul Sinnott Doyle, 2 октября 1939, Филадельфия, Пенсильвания — 6 мая 2020, Хантингтон-Бич, Калифорния) — американский бейсболист, питчер. Выступал за ряд клубов Главной лиги бейсбола с 1969 по 1972 год.

## Биография

### Ранние годы и начало карьеры
Пол Дойл родился 2 октября 1939 года в Филадельфии. Он был девятым ребёнком в семье Теодора Дойла и Агнес Макклоски, потомков эмигрантов из Ирландии. Среднее имя Пола это девичья фамилия его бабушки. После окончания Второй мировой войны семья переехала в Гурон в штате Огайо. Там Дойл окончил школу. Во время учёбы он занимался бейсболом, баскетболом и американским футболом, был одним из лучших молодых бейсболистов штата. В 1959 году Пол подписал контракт с клубом «Детройт Тайгерс».
Свой первый в карьере сезон Дойл провёл в составе «Эри Сейлорс» в Лиге Нью-Йорка и Пенсильвании. После окончания чемпионата он уехал навестить сестру, которая жила в Калифорнии. Там Пол провёл несколько матчей за любительскую команду, заинтересовав скаута клуба «Нью-Йорк Янкис». Перед началом сезона 1960 года он подписал новый контракт и был отправлен в фарм-клуб «Модесто Редс», игравший в Калифорнийской лиге. В чемпионате Дойл одержал десять побед и потерпел девять поражений, его пропускаемость составила 4,84. В ноябре на драфте игроков младших лиг его выбрали «Сан-Франциско Джайентс».
Выступления в системе «Сан-Франциско» Пол начал в составе «Спрингфилд Джайентс», выиграв чемпионат Восточной лиги. Он сыграл 27 матчей с пропускаемостью 3,09 и одержал двенадцать побед при четырёх поражениях. С 1962 по 1964 год Дойл был игроком «Эль-Пасо Сан Кингз» в Техасской лиге. В 1962 году он сыграл за команду 24 матча. Чемпионат для него завершился досрочно из-за вызова на военные сборы резерва Береговой охраны. В следующем году он отыграл 168 иннингов стартовым питчером и реливером, суммарно выиграв одиннадцать матчей и проиграв десять. В 1964 году Пол единственный раз в своей карьере провёл на поле более 200 иннингов за сезон. В тридцати сыгранных матчах он сделал 198 страйкаутов, допустил 110 уоков, одержал одиннадцать побед и потерпел пятнадцать поражений.
В 1965 году Дойла снова отправили в «Спрингфилд». Перевод в низшую лигу он воспринял тяжело, в одном из интервью Пол рассказывал, что постоянно ждал отчисления из команды. В итоге он провёл на поле 156 иннингов с пропускаемостью 3,52. В конце года он перешёл в «Хьюстон Астрос» и в течение следующих трёх сезонов играл за фарм-клубы уровня AA-лиги. В этот период Дойл улучшил контроль подачи, сократив количество допущенных уоков с 82 до 47. В декабре 1968 года его обменяли в «Атланту Брэйвз».

### Главная лига бейсбола
Сезон 1969 года Пол начал в составе «Ричмонд Брэйвз» в Международной лиге. Тренер команды Микки Вернон использовал его как питчера, закрывающего игры. Там Дойл провёл на поле 30 иннингов, сделав 28 страйкаутов при 14 уоках. В конце мая его вызвали в основной состав «Брэйвз», в Главной лиге бейсбола он дебютировал в матче против действующих победителей Мировой серии «Сент-Луис Кардиналс». До конца регулярного чемпионата Пол сыграл в 36 матчах с пропускаемостью 2,08. Он сделал четыре сейва и помог команде опередить «Джайентс» в борьбе за победу в Западном дивизионе Национальной лиги. В плей-офф «Брэйвз» уступили «Нью-Йорк Метс». В этой серии Дойл провёл на поле один иннинг, пропустив два хита, сделав три страйкаута и допустив один уок. В ноябре его обменяли в «Калифорнию Энджелс».
Зиму 1969/70 годов Дойл провёл в Пуэрто-Рико, выиграв чемпионат в составе «Леонес де Понсе». Весной он приехал на сборы «Энджелс» в хорошей форме, а в первой части регулярного чемпионата сделал пять сейвов. Затем результаты команды стали ухудшаться. В августе Пола обменяли в «Сан-Диего Падрес». К моменту перехода его показатель пропускаемости составлял 5,14. В играх за «Падрес» он ухудшился до 6,43. После окончания сезона Дойл снова вернулся в «Энджелс».
В 1971 году он провёл свой последний сезон в младших лигах, выиграв чемпионский титул в составе «Солт-Лейк-Сити Энджелс». На следующий год его вернули в основной состав команды, но из-за травмы плеча Пол играл недолго. Кроме того, он конфликтовал с тренером питчеров клуба Томом Морганом. В июне «Энджелс» отчислили Дойла. К этому моменту боли в руки были настолько серьёзными, что он не мог водить машину.

### После бейсбола
Закончив играть, Пол с супругой остались жить в Калифорнии. Вместе с одним из своих братьев он занимался бизнесом по продаже запасных частей для грузовиков. 
Пол Дойл скончался 6 мая 2020 года в возрасте 80 лет в городе Хантингтон-Бич в Калифорнии.